# ايمانويل فوغل غيرهارت
ايمانويل فوغل غيرهارت (بالإنجليزية: Emanuel Vogel Gerhart)‏ هو فيلسوف أمريكي، ولد في 13 يونيو 1817، وتوفي في 6 مايو 1904.